# Bronquitis
La bronquitis es una inflamación de las vías aéreas bajas. Sucede cuando los bronquios  se inflaman a causa de una infección o por otros motivos. Ello provoca tos. La bronquitis suele comenzar como una infección en la nariz, los oídos, la garganta o los senos paranasales. A continuación, la infección se abre camino hasta los bronquios. Entre los síntomas se incluyen  tos con esputo, sibilancias, dificultad para respirar y dolor torácico. La bronquitis puede ser aguda o crónica.

## Clasificación
Según su duración y etiología, se distingue entre bronquitis aguda (de corta duración) y bronquitis crónica (de larga duración).

## Causas
La bronquitis generalmente sigue a una infección respiratoria. Al principio, afecta la nariz y la garganta, luego se propaga hacia los pulmones. Algunas veces, uno puede contraer otra infección bacteriana (secundaria) en las vías respiratorias. Esto significa que, además de los virus, las bacterias infectan las vías respiratorias. Las personas en riesgo de bronquitis aguda abarcan:
- Ancianos, bebés y niños pequeños.
- Personas con cardiopatía o neumopatía.
- Fumadores.

## Síntomas y signos
Los síntomas incluyen:

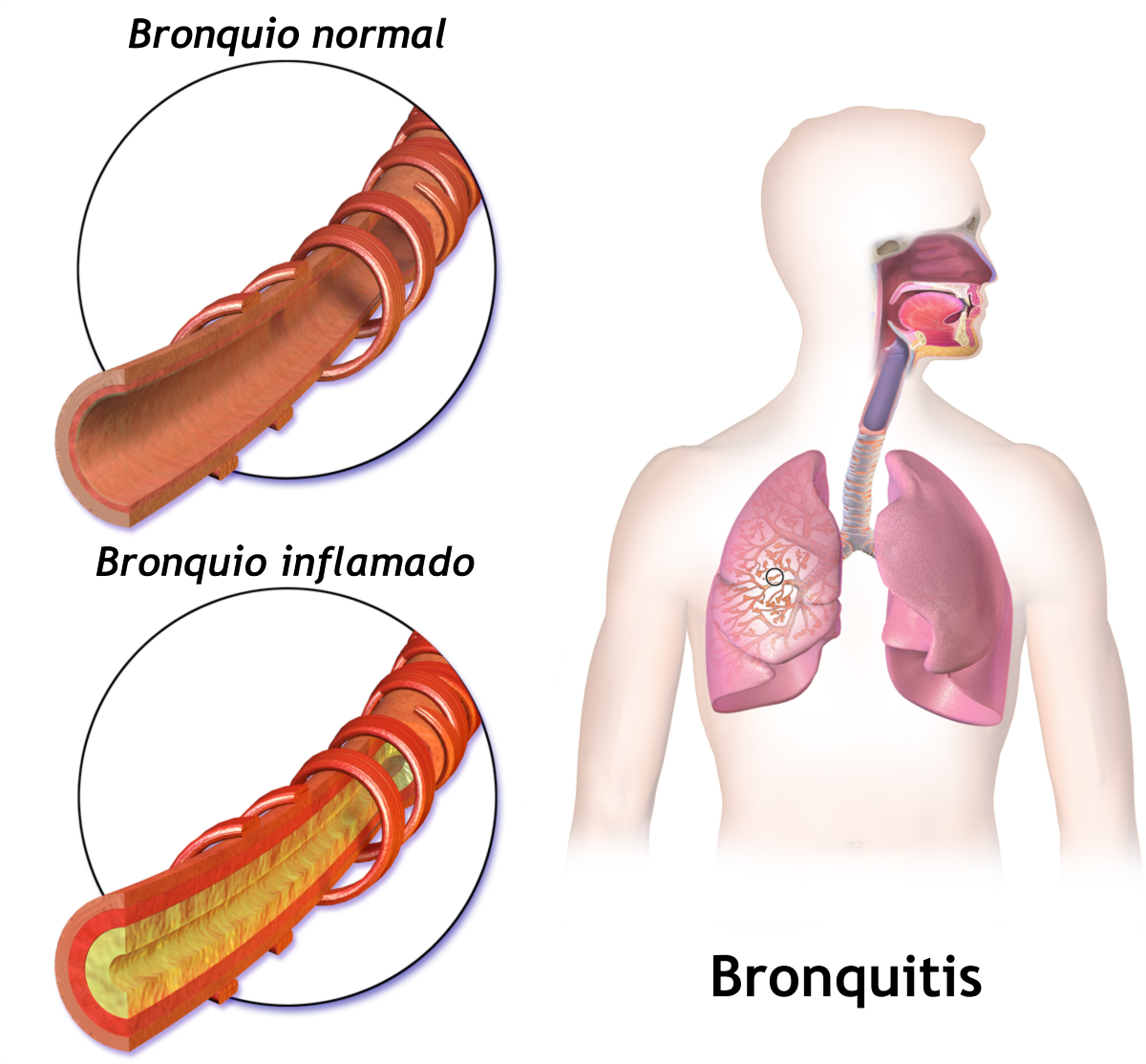

- Tos con mucosidad, a veces sanguinolenta. Puede tener el moco una coloración verde amarillenta, pero esto no implica que la infección sea bacteriana, también aparece igual en infección virósica.
- Inflamación de los bronquios (ramificaciones de las vías aéreas entre la tráquea y los pulmones).
- Inflamación (edema) de las paredes bronquiales.
- Obstrucción de los alveolos.
- Pitidos o sibilancias.
- Fatiga.
- Burbujeo (referido al efecto sonoro que se aprecia cuando se ausculta al paciente con un estetoscopio)
- Dificultad respiratoria.
- Ronquera.
- Malestar general.

En la bronquitis crónica, también pueden presentarse los siguientes síntomas:
- Inflamación de tobillos, pies y piernas.
- Coloración azulada de los labios provocado por los bajos niveles de oxígeno en sangre.
- Propensión a sufrir infecciones respiratorias —como resfriados y gripe—.

## Tratamiento
Si se considera que la bronquitis es una enfermedad bacteriana se trata con antibióticos. En casos de asma, suelen usarse inhaladores para evitar las asfixias —broncodilatadores— o la inflamación —esteroides—. Para los cortes en la respiración (disnea) debidos al broncoespasmo, suele usarse un inhalador de rescate de salbutamol. Existen otros inhaladores que pueden ser prescritos para un uso diario.

## Enfermedades relacionadas
La inflamación de las vías aéreas menores, los bronquiolos, se denomina bronquiolitis, y es una infección viral muy común en niños pequeños. En un 5 % de los casos, la bronquiolitis puede estar producida por bacterias.
La bronquitis crónica es una de las manifestaciones clínicas de la EPOC (Enfermedad pulmonar obstructiva crónica). Otra de las manifestaciones de la EPOC es el enfisema.

## Bronquitis crónica
La bronquitis crónica es una enfermedad del tracto respiratorio inferior, definida por una tose productiva que dura tres meses o más al año durante al menos dos años.
 La tos se denomina a veces tos del fumador, ya que suele ser consecuencia del tabaquismo. Cuando la bronquitis crónica se produce junto con una disminución del flujo de aire se conoce como enfermedad pulmonar obstructiva crónica (EPOC). Muchas personas con bronquitis crónica tienen EPOC, sin embargo, la mayoría de las personas con EPOC no tienen también bronquitis crónica. Las estimaciones del número de personas con EPOC que padecen bronquitis crónica son del 7 al 40%. Las estimaciones del número de personas fumadoras y con bronquitis crónica que también padecen EPOC es del 60%.
El término "bronquitis crónica" se utilizaba en definiciones anteriores de EPOC, pero ya no se incluye en la definición. El término se sigue utilizando clínicamente. Aunque tanto la bronquitis crónica como el enfisema se asocian a menudo con la EPOC, ninguno de los dos es necesario para realizar el diagnóstico. Un consenso chino comentó los tipos sintomáticos de EPOC que incluyen bronquitis crónica con exacerbaciones frecuentes.
La bronquitis crónica se caracteriza por hipersecreción de moco y mucinas. El exceso de moco es producido por un mayor número de células caliciformes, y glándulas submucosas agrandadas en respuesta a una irritación prolongada. Las glándulas mucosas de la submucosa secretan más que las células caliciformes. Las mucinas espesan el moco, y se ha observado que su concentración es elevada en casos de bronquitis crónica, además de correlacionarse con la gravedad de la enfermedad. El exceso de mucosidad puede estrechar las vías respiratorias, limitando así el flujo de aire y acelerando el deterioro de la función pulmonar, y dar lugar a la EPOC. El exceso de moco se manifiesta como una tos productiva crónica y su gravedad y volumen de esputo pueden fluctuar en periodos de exacerbaciones agudas. En la EPOC, las personas con el fenotipo bronquítico crónico con exceso de moco crónico asociado, experimentan una peor calidad de vida que las que no lo padecen..
El aumento de las secreciones se elimina inicialmente mediante la tos. La tos suele empeorar poco después de despertarse, y el esputo producido puede tener un color amarillo o verde y puede estar salpicado de motas de sangre. En las primeras fases, la tos puede mantener la eliminación del moco. Sin embargo, con una secreción excesiva continuada, la eliminación del moco se ve afectada y, cuando las vías respiratorias se obstruyen, la tos se vuelve ineficaz. La depuración mucociliar eficaz depende de la hidratación de las vías respiratorias, del latido ciliar y de las tasas de secreción de mucina. Cada uno de estos factores está alterado en la bronquitis crónica. La bronquitis crónica puede provocar un mayor número de exacerbaciones y un deterioro más rápido de la función pulmonar. La ICD-11 incluye la bronquitis crónica con enfisema (bronquitis enfisematosa) como una "cierta EPOC especificada".

### Causa
La mayoría de los casos de bronquitis crónica están causados por fumar tabaco. La bronquitis crónica en adultos jóvenes fumadores se asocia a una mayor probabilidad de desarrollar EPOC. Existe una asociación entre fumar cannabis y la bronquitis crónica. Además, la inhalación crónica de contaminación atmosférica, o de humos o polvos irritantes procedentes de exposiciones peligrosas en ocupaciones como la minería del carbón, la manipulación de cereales, la fabricación textil o la ganadería, y el moldeo de metales también puede ser un factor de riesgo para el desarrollo de bronquitis crónica. La bronquitis causada de este modo suele denominarse bronquitis industrial, o bronquitis ocupacional. En raras ocasiones también influyen factores genéticos.
La calidad del aire también puede afectar al sistema respiratorio, con niveles más altos de dióxido de nitrógeno y dióxido de azufre que contribuyen a los síntomas bronquiales. El dióxido de azufre puede causar inflamación, lo que puede agravar la bronquitis crónica y hacer que las infecciones sean más probables.
La contaminación del aire en el lugar de trabajo es la causa de varias enfermedades no transmisibles (ENT), entre ellas la bronquitis crónica.

### Tratamiento
El deterioro de la función pulmonar en la bronquitis crónica puede ralentizarse con dejar de fumar. La bronquitis crónica puede tratarse con una serie de medicamentos y ocasionalmente oxigenoterapia. También puede utilizarse rehabilitación pulmonar.
Se ha distinguido entre exacerbaciones (empeoramientos repentinos) de la bronquitis crónica, y bronquitis crónica estable en otros casos. La bronquitis crónica estable puede definirse como la definición normal de bronquitis crónica, más la ausencia de una exacerbación aguda en las cuatro semanas anteriores. Una revisión Cochrane descubrió que mucolíticos en la bronquitis crónica puede disminuir ligeramente la probabilidad de desarrollar una exacerbación. El mucolítico guaifenesina es un tratamiento seguro y eficaz para la bronquitis crónica estable. Tiene la ventaja de que está disponible como comprimido de uso prolongado que dura doce horas. Erdosteína es un mucolítico recomendado por NICE. GOLD también apoya el uso de algunos mucolíticos que se desaconsejan cuando se están utilizando corticosteroides inhalados, y destaca la erdosteína por tener buenos efectos independientemente del uso de corticosteroides. La erdosteína también tiene propiedades antioxidantes. Se ha demostrado que la erdosteína reduce significativamente el riesgo de exacerbaciones, acorta su duración y las estancias hospitalarias. En las personas con el fenotipo bronquítico crónico de la EPOC, el inhibidor de la fosfodiesterasa-4 roflumilast es el fármaco más eficaz. roflumilast puede disminuir las exacerbaciones significativas.

### Epidemiología
La bronquitis crónica afecta a entre el 3,4% y el 22% de la población general. Los individuos mayores de 45 años, los fumadores, los que viven o trabajan en zonas con alta contaminación atmosférica y cualquier persona con asma tienen un mayor riesgo de desarrollar bronquitis crónica. Este amplio rango se debe a las diferentes definiciones de bronquitis crónica que pueden diagnosticarse en función de los signos y síntomas o del diagnóstico clínico del trastorno. La bronquitis crónica suele afectar más a los hombres que a las mujeres. Aunque el principal factor de riesgo de la bronquitis crónica es el tabaquismo, sigue habiendo entre un 4% y un 22% de probabilidades de que los no fumadores puedan padecerla. Esto podría sugerir otros factores de riesgo como la inhalación de combustibles, polvos, humos y factor genético. En Estados Unidos, en 2016, 8,6 millones de personas fueron diagnosticadas de bronquitis crónica, y se registraron 518 muertes. Por cada 100.000 habitantes, la tasa de mortalidad por bronquitis crónica fue de 0,2.